# Lee Hyun-su
 (décembre 2020).
Yi Hyeon-su  ou Lee Hyeon-su (en hangeul : 이현수) est une auteure sud-coréenne née en 1959.

## Biographie
Yi Hyeon-su est née à Yeongdong dans la province du Chungcheongbuk-do en 1959. Elle fait ses débuts littéraires en 1991 avec la publication de Le présage de cette catastrophe a commencé au bout de mes doigts (Geu jaenanui jojimeun son-garageseo sijakdoe-eotda) dans le journal Chungcheong Ilbo. En 1996, elle reçoit le prix littéraire Kim Yoo-jung pour son roman La toile d'araignée (Geomijip). En 1997, elle reçoit le prix du Nouvel écrivain décerné par la revue littéraire Munhakdongne pour sa nouvelle Entre les jours secs (mareun nalldeul sa-i-e).